# الحب لا يقف على الضوء الأحمر
الحب لا يقف على الضوء الأحمر، مجموعة شعرية من مؤلفات الشاعر العربي السوري نزار قباني، صدرت في عام 1985، عن منشورات نزار قباني في بيروت، لبنان.